# روند أم كولن 2016
روند أم كولن 2016 (بالألمانية: Rund um Köln 2016) هو سباق دراجات هوائية، وهو الموسم رقم 100 من نفس السباق، وأقيم في 12 يونيو 2016، وامتدّ لمسافة 205.8 كيلومتر، وهو أحد سباقات طواف أوروبا للدراجات 2016، وقد شارك في السباق 157 متسابقاً ووصل إلى نهايته 126 متسابقاً.
فاز فيه بالمركز الأول ديلان جروينويغن، وبالمركز الثاني أندريه جريبيل، وبالمركز الثالث نيكياس أرندت.

## الفرق
| فرق عالمية (5)- Giant-Alpecin - Lotto-Soudal - Lotto NL-Jumbo - Dimension Data - بي إم سي راسينغ فرق قارية محترفة (5)- Bora-Argon 18 - Stölting Service Group (cycling team) ‏ - سبورت فلاندرين بالويس 2016 ‏ - ديلكو ‏ - ONE Pro Cycling ‏ فرق قارية (12)- LKT Team Brandenburg ‏ - Rad-Net Oßwald ‏ - بايك أيد ‏ - 0711 Cycling ‏ - Team Heizomat ‏ - Team Lotto–Kern Haus ‏ - Sauerland NRW-SKS Germany ‏ - أدفاريكس هرينكو سيلينج 2016 ‏ - فورارلبرغ 2016 ‏ - Team3M ‏ - Leopard TOGT Pro Cycling ‏ - Rabobank Development Team ‏ |  |
| |  |

## الفائزون
| الترتيب | الفائز          |
| ------- | --------------- |
| الفائز  | ديلان جروينويغن |
| الثاني  | أندريه جريبيل   |
| الثالث  | نيكياس أرندت    |